# Бейда
Бейда  (Биды) — река в России, протекает по Башкортостану и Челябинской области. Устье реки находится в 354 км по правому берегу реки Ай. Длина реки составляет 29 км.
Система водного объекта: Ай → Уфа → Белая → Нижнекамское водохранилище → Кама → Волга → Каспийское море.

## Данные водного реестра
По данным государственного водного реестра России относится к Камскому бассейновому округу, водохозяйственный участок реки — Ай от истока и до устья, речной подбассейн реки — Белая. Речной бассейн реки — Кама.
Код объекта в государственном водном реестре — 10010201012111100021801.